# Șîroka Hreblea, Hmilnîk
Șîroka Hreblea (în ucraineană Широка Гребля) este o comună în raionul Hmilnîk, regiunea Vinnița, Ucraina, formată numai din satul de reședință.

## Demografie
Componența lingvistică a satului Șîroka Hreblea
     Ucraineană (98,85%)
     Alte limbi (1,1%)
Conform recensământului din 2001, majoritatea populației satului Șîroka Hreblea era vorbitoare de ucraineană (98,85%), existând în minoritate și vorbitori de alte limbi.